# FV432
FV432 — британський бронетранспортер серії FV430. З часу його створення у 1960, він став найпоширенішим варіантом бронетехніки, яка використовувалася для перевезення піхоти на полі бою. У 1980-х використовувалося майже 2500 машин і до тепер близько 1500 залишаються на службі як допоміжний транспорт.
Хоча серію FV432 повинні були замінити нові машини, такі як Warrior та CVR(T), нині вони проходять оновлення, щоб нести службу й у наступному десятилітті.
Через потребу армії у додатковому броньованому транспорті у Афганістані та Іраку, Міністерство оборони виголосило у серпні 2006, що додаткові 70 машин буде оновлено за  програмою BAE Systems на додачу до 54 вже замовлених як частина оборонної ініціативи. Поліпшення торкнуться двигуна, нового органу керування і нової гальмівної системи, також буде поліпшено бронювання до рівня БТР Warrior. Додаткові кевларові плити буде додано з низу корпусу. Це буде слугувати для кращого захисту проти саморобних вибухових пристроїв. Передбачається, що БТР FV432 будуть слугувати резервною вогневою підтримкою БТРам Warrior. Оновлена версія має назву Бульдог.

## Історія
FV432 було розроблено як бронетранспортер на базі машин серії FV430. Виробництво було розпочато у 1962 компанією GKN Sankey і закінчилося у 1971, після випуску приблизно 3000 машин.
FV432 має сталеву конструкцію. Шасі має класичний гусеничний дизайн з двигуном спереду і місцем водія справа. За місцем водія знаходить люк командира. У даху десантного відсіку зроблено великий отвір, який прикритий двостулковим люком, у задній частині є двері які відкидаються у бік для посадки та виходу десанту. Як і багатьох БТР того часу, у бортах немає бійниць для ведення вогню десантом — за доктриною британської армії піхота повинна була вести вогонь лише залишивши БТР, на відміну від радянської армії на бронетехніці якої були зроблені бійниці для ведення вогню піхотою. У десантному відділені є п'ять місць з кожного боку — вони складаються для забезпечення більшого простору для вантажів.
Система захисту від ЗМУ справа на корпусі постачала чисте повітря екіпажу і десанту. Для пересування по воді БТР мав зварні екрани і захисний щиток, а також подовжувачі для вихлопних труб. Швидкість пересування водою складала 6 км/год, рухалася машина завдяки руху власних гусениці. На більшості машин було знято засоби пересування водою.
На FV432 які несли службу у піхотних підрозділах встановлювали кулемети  L7 GPMG (якщо на машинах не було інженерної башти). Машини підрозділів Королівської Артилерії, Королівських Інженерів та Королівських Зв'язкових мали на озброєнні кулемет L4A4 варіант легкого кулемету Брен, але зараз вони використовують GPMG. Машини з GPMG мають у боєкомплекті 1,600 набоїв у стрічках калібру 7,62 мм; на машинах з кулеметами Bren LMG боєкомплект складає 1,400 набоїв калібру 7,62 мм (50 магазинів на  28 набоїв). Спереду встановлено три димових гранатомети.
Деяка кількість зайвих машин було продано індійській армії після їх списання з британської служби.
Чимало FV432 було придбано приватними покупцями через їх невелику ціну.

## Варіанти

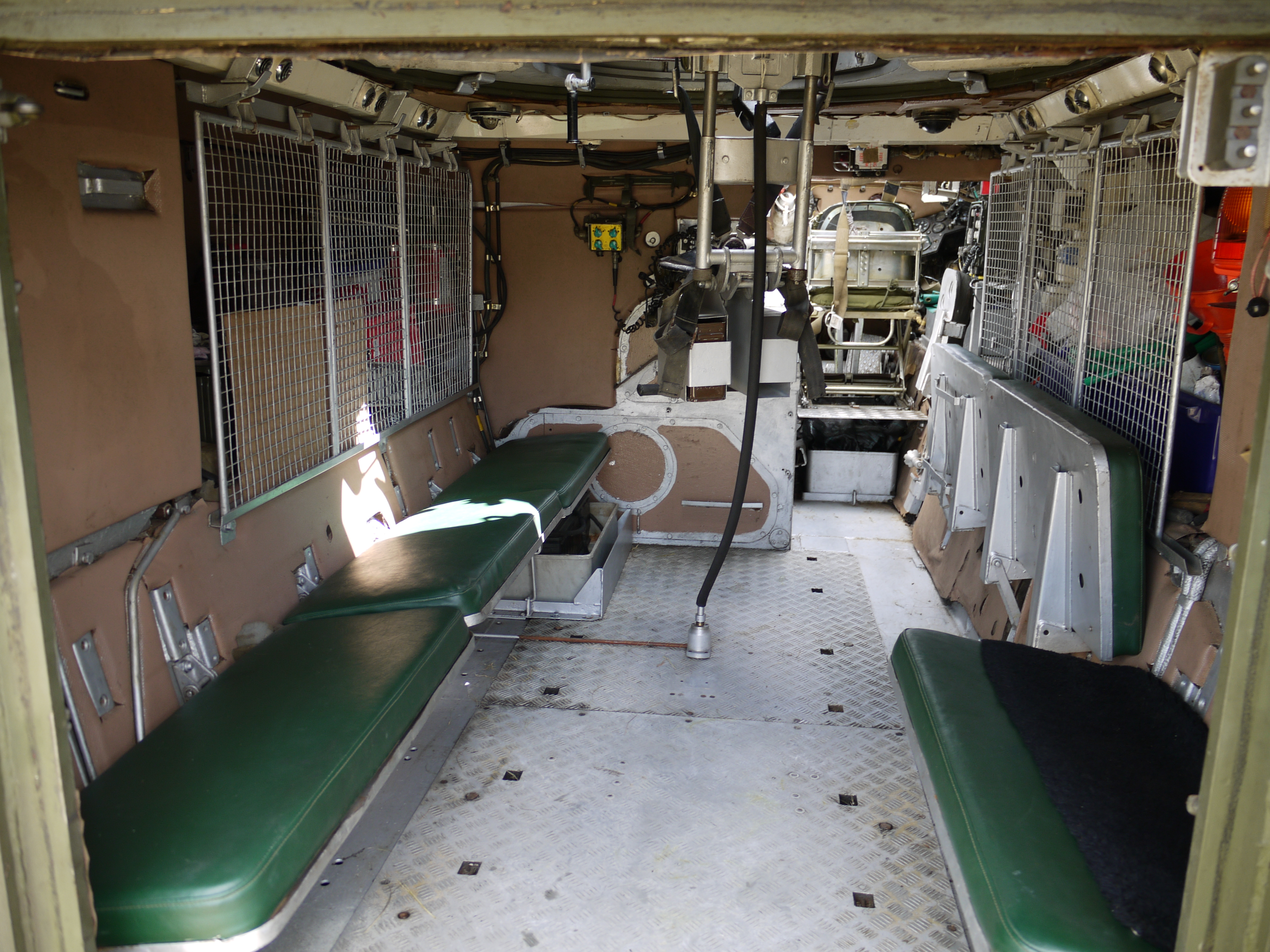
Інтер'єр салону FV432

FV432 вироблявся у трьох варіантах, Mark 1 (з варіантом Mark 1/1) з бензиновим двигуном, Mark 2 з багатопаливним двигуном Rolls-Royce K60 та Mark 3 з дизельним двигуном. Mark 2 з невеликими змінами, 2/1, мав набір захисту від ЗМУ врівень з корпусом. Варіант з посиленою бронею для використання у Афганістані та Іраку  Mark 3 відомий як Бульдог. Зараз ця назва поширилася на вся машини Mark 3 FV432.
FV432 довів свою простоту у використанні і те, що може виконувати різні ролі з використання 'установчих наборів' (УН) або з деякими змінами на корпусі. Більш значні зміни у конструкції дають нові номери FV43n. На додачу до використання його як бронетранспортера, FV432 можна використовувати як:
- командирську машину, з 7 членами екіпажу, двома стола для мап і додатковим обладнанням для зв'язку.
- як швидку допомогу, з розташування чотирьох нош або двох нош і п'ятьох сидячих поранених.
- вантажний транспортер, до 3,600 кг
- машина зв'язку
- ремонтна машина. Має номер FV434, задня частина зрізана на зразок пікапу для перевезення запасного двигуна або інструментів, має лебідку і підйомний кран до 2,5-т.

FV432 які використовуються піхотними підрозділами також мають:
- безвідкатні гармати WOMBAT
- 84 мм піхотні гранатомети змонтовані на даху десантного відділення (вогонь ведеться через люк у даху)
- 81 мм міномет на поворотному столі у задній частині з обертанням на 360°, вогонь ведеться через люк у даху; боєкомплект 160 мін; екіпаж — водій, командир і чотири мінометники
- інженерна башта Peak з кулеметом L37A1 варіантом 7,62 мм GPMG, замість люку.
- башта з 30 мм гарматою Rarden (з розвідувальних машин Fox; перероблено 13)
- радар нічного спостереження ZB 298
- транспорт для протитанкових ракет MILAN з можливістю перевезення двох підрозділів з ракетами

У Королівській артилерії FV432 має наступне обладнання:
- командний пост з комп'ютерною системою керування вогнем FACE
- командний пост з системою наведення артилерії BATES

- протимінометний радар Cymbeline
- обладнання звукової пеленгації
- радар ZB 298

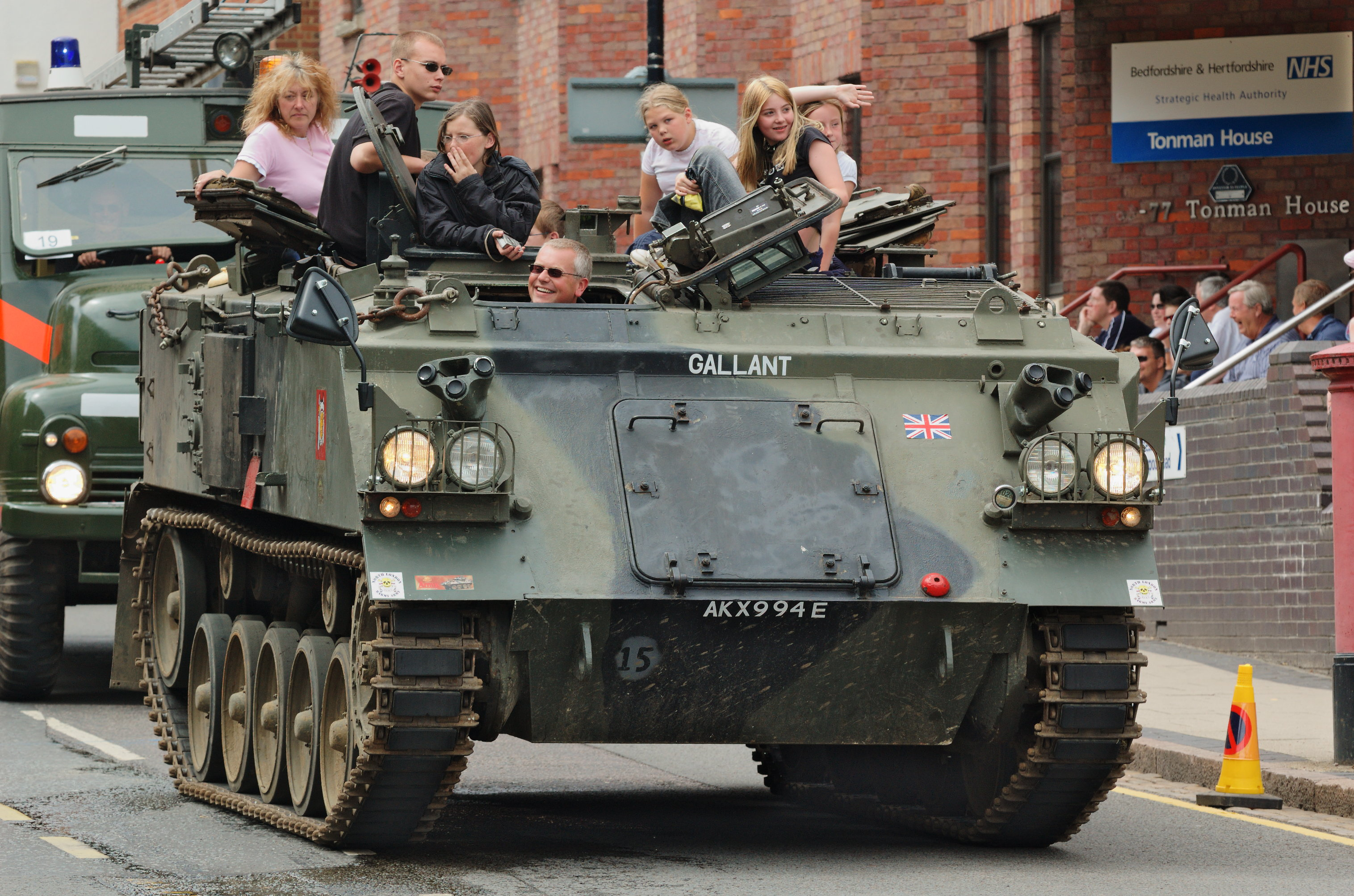
Приватний FV432 на карнавалі.

У Королівських Інженерів FV432s має наступне обладнання:
- трал L9 для знешкодження протитанкових мін
- пускова установка L10 для підриву протипіхотних мін
- система тралення Giant Viper
- бойовий модуль Thales Group SWARM

Номенклатура Британської армії
FV431 броньований транспортер — вироблено один прототип, обрано — Alvis Stalwart 6x6.
- FV432 Бронетранспортер
- FV433 польова артилерія, «Abbot» — 105 мм самохідна артилерійська установка розробки компанії Vickers
- FV434 «Carrier, Maintenance, Full Tracked» — REME Ремонта машина з екіпажем з чотирьох осіб з краном для підйому ваги до 3050 кг
- FV435 Wavell машина зв'язку
- FV436 Командно-штабна машина — деякі оснащено радаром Green Archer, пізніше радаром Cymbeline
- FV437 Pathfinder — плавуча машина на базі FV432 з інтегрованими понтонами та водометами — тільки прототип
- FV438 Swingfire — платформа для керованих ракет
- FV439 машина зв'язку — багато модифікацій

### Бульдог
Потреба дальшого оновлення FV432 для розширення його службових обов'язків спонукала МО Великої Британії укласти контракт з BAE Systems Land Systems сумою на 85 млн фунтів для оновлення 1000 FV432 до стандарту Mark 3. Основні зміни торкнулися нового дизельного двигуна і гальмівної системи. спочатку, було перероблено лише моделі FV432 та 434, але розглядалися і інші варіанти. Перші 500 машин були передані Британській армії у грудні 2006. Для ведення служби у Афганістані та Іраку на машин було встановлено кондиціонери, покращений динамічний захист та захист від СВП. Спочатку, лише ці покращені версії мали назву Бульдог; але зараз ця назва застосовується до всіх машин Mark 3.

## Оператори
- Україна: невідома кількість
  - неназваний підрозділ Сил територіальної оборони[1]
  - Окрема президентська бригада[1]

### Україна
У лютому 2023 деяку кількість машин закупив Фонд Сергія Притули, вони почали надходити з березня того року. Сім машин для ТрО (а також два FV434) передав Світовий конгрес українців у березні 2023 року, а також 12 у вересні.

## Культура
Деякі приватні  FV432 було переобладнано у вигляді техніки часів Другої Світової для фільмів і постановок. Принаймні один з FV432 було перероблено у вигляді Sturmgeschütz III, який з'явився у серіалі Брати по зброї. Інший приватний FV432 на півдні Англії використовується для військових ігор та військових симуляцій Ground Zero Airsoft. Близько 20 приватних 432 використовуються у Armourgeddon Іст-Мідлендс для Experience Activities в тому числі і у танковому пінболі, де на модифікованих машинах встановлена пінбольна зброя з пінбольними кульками розміром з м'яч для пінг-понгу.
Один FV432 було модифіковано на замовлення THQ щоб виглядати як танк Rhino від Games Workshop розробника настільної гри Warhammer 40,000, як частина маркетингової компанії Dawn of War II.